# Piacenza

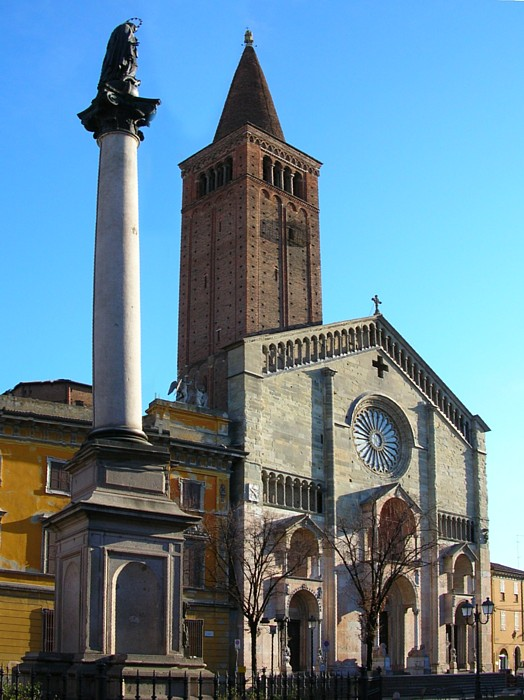
Der Dom von Piacenza (Kathedrale Santa Maria Assunta und Santa Giustina)

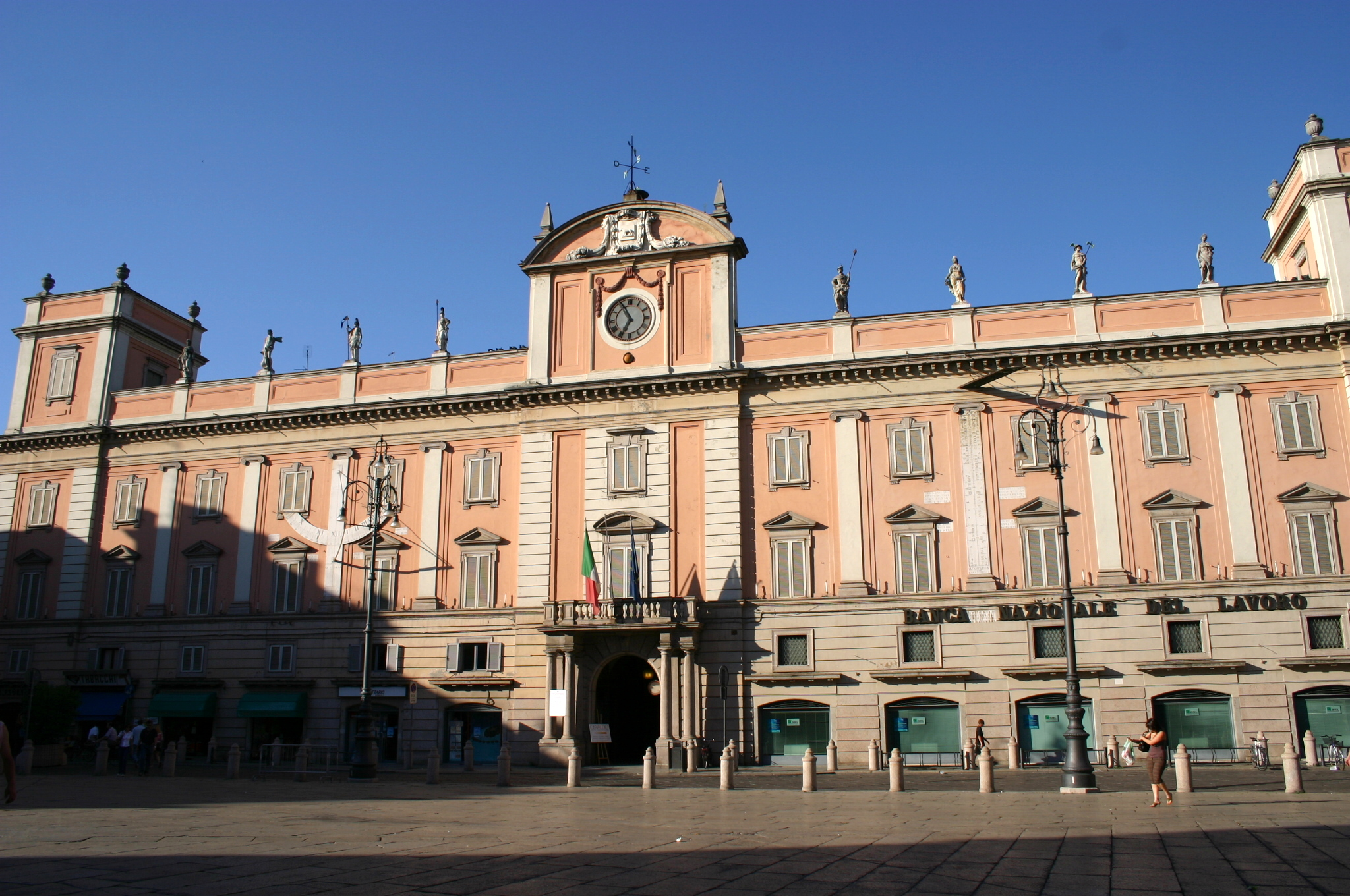
Der Palazzo del Governatore

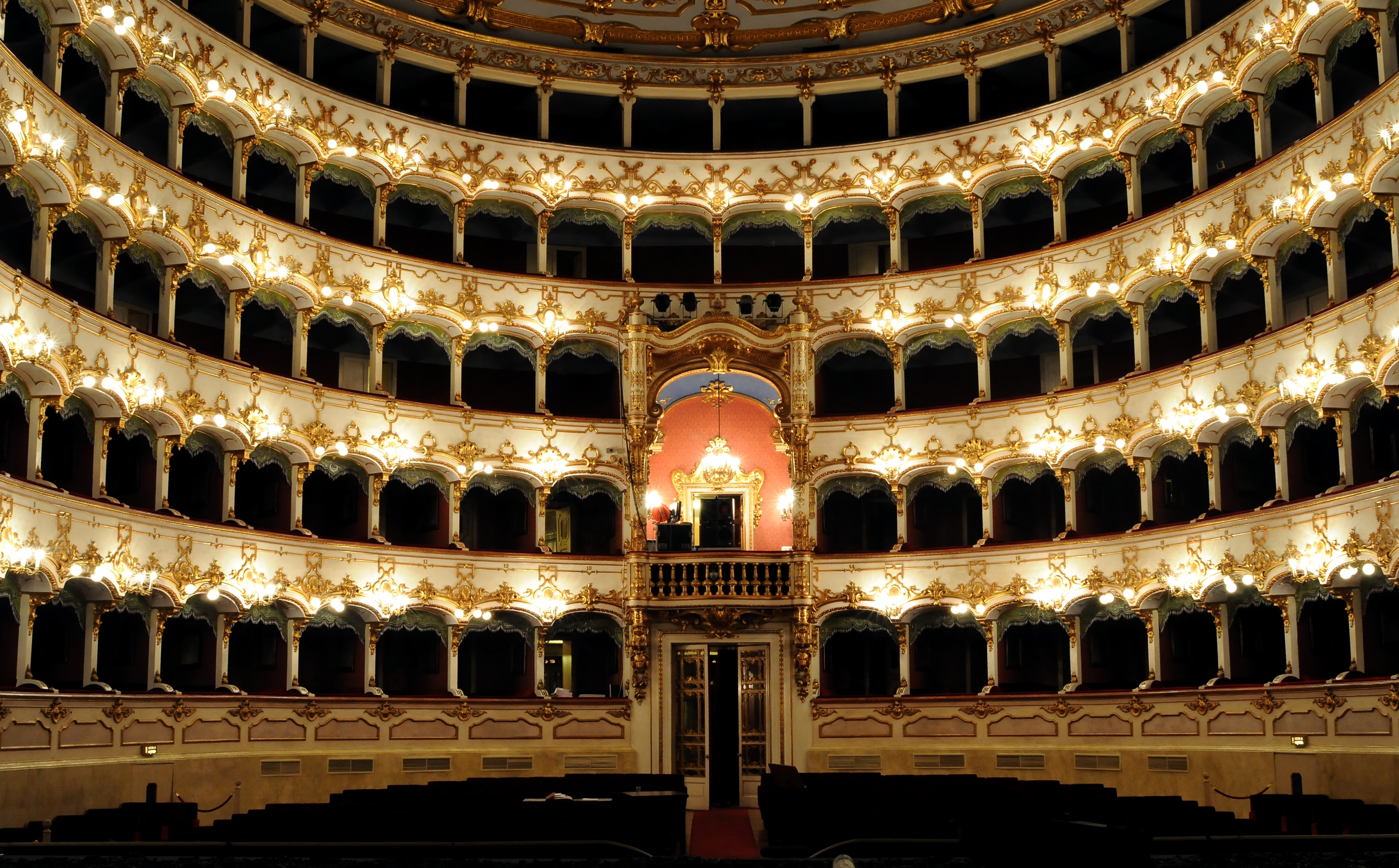
Teatro Municipale

Piacenza (anhörenⓘ, im Altertum Placentia; Πλακεντία Plakentia) ist eine Stadt mit 103.464 Einwohnern (Stand 31. Dezember 2024) in Oberitalien. Sie ist Hauptstadt der Provinz Piacenza in der Region Emilia-Romagna und liegt nahe dem Zusammenfluss von Po und Trebbia in der lombardischen Po-Ebene. Die Stadt ist Handelsplatz und Industriezentrum, in dem Erdgas- und Erdölraffinerien angesiedelt sind. Ferner werden Zement, Lebensmittel, Plastik, Lederwaren sowie landwirtschaftliche Geräte hergestellt. In der Nähe befindet sich ein Luftwaffenstützpunkt.
Sie verfügt über sehenswerte Kirchen, einschließlich des Domes im lombardisch-romanischen Stil (1122–1233).
Die Einwohner der Stadt werden im Deutschen als Piazentiner bezeichnet.

## Geschichte
Piacenza wurde 218 v. Chr. zur römischen Kolonie. Während seine Stadtmauern noch nicht fertiggestellt waren, musste es einen Angriff der Gallier zurückschlagen, und im gleichen Jahr gewährte es den Überresten einer römischen Armee unter Scipio Schutz, die in der großen Schlacht an der Trebia geschlagen worden war. 205 v. Chr. widerstand die Stadt einer längeren Belagerung durch Mago. Fünf Jahre später brannten die Cisalpinen Gallier die Stadt nieder, und 190 v. Chr. musste sie mit 3000 Familien neubesiedelt werden. 187 v. Chr. wurde die Stadt durch den Bau der Via Aemilia mit Ariminum (Rimini) und dem Süden verbunden. Sie wurde später ein sehr wichtiger Knotenpunkt; die Fortsetzung der Via Aemilia nordwärts nach Mediolanum (Mailand) mit einer Abzweigung nach Ticinum (Pavia) überquerte dort den Po, und die Via Postumia von Cremona nach Dertona und Genua verliefen hindurch. Noch später baute Augustus die Straße von Dertona nach Vade und weiter nach Gallia Narbonensis (Via Julia Augusta). Das rechteckige Straßenschema im Stadtzentrum, durch das die Via Aemilia verlief, ist zweifellos ein Überbleibsel aus römischen Zeiten.
Placentia wird erwähnt in Zusammenhang mit der Eroberung durch Cinna und einer Niederlage der Truppen Carbos in der Nähe (82 v. Chr.), einer Meuterei von Gaius Iulius Caesars Garnison (50 v. Chr.), einer weiteren unter Augustus (40. v. Chr.) sowie der Verteidigung der Stadt durch Titus Vestricius Spurinna (Othos General) gegen Caecina (Vitellius’ General) (69 n. Chr.).
Als im 3. Jahrhundert mit den Alamannen erstmals wieder ein barbarisches Volk über die Alpen nach Oberitalien eindringen konnte, war Placentia eine der ersten römischen Großstädte, die von den Eindringlingen belagert wurden. Der „Soldatenkaiser“ Aurelian marschierte daraufhin mit einer Armee gen Norden. Vor den Stadtmauern der Stadt kam es daraufhin 271 zur Schlacht von Placentia, bei der die Alamannen die Römer in ihrem Feldlager erfolgreich überraschen und ihnen eine herbe Niederlage zufügen konnten. Die Stadt wurde daraufhin von den Alamannen geplündert, ein großer Teil der Bevölkerung versklavt. Der Fall der für den gesamten Nordhandel des Reiches wichtig gelegenen Stadt destabilisierte das ganze Reich und löste in der Hauptstadt Panik aus.
546 unterwarf Totila Piacenza aufgrund einer Hungersnot. Zwischen 997 und 1035 wurde die Stadt von ihren Bischöfen regiert, die von Otto III. den Grafentitel erhalten hatten.
Im 12. und 13. Jahrhundert war Piacenza ein bedeutendes Mitglied des Lombardenbundes. In der Regel blieb die Stadt guelfisch, aber einige Male rief sie auch mächtige Ghibellinen zu Hilfe, wenn sie ihnen gegen ihre einheimischen Tyrannen helfen konnten; ein Beispiel dafür war Galeazzo I. Visconti. 1447 wurde Piacenza von Francesco I. Sforza erobert und geplündert. Nachdem es 1512 von den päpstlichen Truppen besetzt worden war, wurde es 1545 mit Parma zum erblichen Herzogtum Parma unter Pier Luigi II. Farnese vereinigt, einem Sohn Pauls III. Bis 1731 wurde es nun von der Familie Farnese beherrscht, die die Architektur der Stadt prägte. 1746 wurde vor den Stadtmauern eine Schlacht zwischen dem französisch-spanischen und dem österreichischen Heer ausgetragen. 1796 wurde es von den Franzosen besetzt. 1808 verlieh Napoleon dem Staatsmann Charles-François Lebrun den Titel eines Herzogs von Piacenza. 1848 war Piacenza eine der ersten lombardischen Städte, die dem Piemont beitraten; es wurde aber bis 1859 von den Österreichern wiederbesetzt.
1860 stimmte die Mehrheit der Einwohner jedoch für einen Beitritt zum Königreich Sardinien.

## Wappen
Beschreibung: In Rot und Weiß gespalten. Vorn eine weiße Mittel- oder Herzvierung und hinten eine rotgezungte blaue Hündin. Über dem Wappen eine fünftürmige goldene Mauerkrone.

## Sehenswürdigkeiten
- nur fragmentarisch erhaltene, ursprünglich 6,5 km lange Stadtmauer aus der Mitte des 16. Jahrhunderts
- Il Gotico, 1280 erbaut als Palazzo del Comune, grandioses, gotisches Stadthaus (Rathaus), Vorbild für zahlreiche italienische Stadtpaläste. Über einer spitzbogigen Pfeilerhalle liegt das Obergeschoss mit einem großen Saal, dessen Rundbogenfenster von reichen Terrakotta-Verzierungen eingerahmt sind. Das Dach verziert ein Zinnenkranz.
- klassizistischer Gouverneurspalast von 1781 (Palazzo del Governatore); heute Sitz der Handelskammer
- Piazza dei Cavalli, benannt nach ihren 1612–1629 errichtete zwei mächtigen, barocken, Reiterstandbildern der Herzöge Alessandro Farnese und seines Sohnes Herzog Ranuccio I. Farnese des toskanischen Künstlers Francesco Mochi
- Dom von Piacenza[3] mit Campanile und dem davor stehenden Säulenheiligen
- rein romanische Kirche und Klosteranlage Sant’Antonino
- Renaissancepalast Tribunali
- Renaissancepalast Cavazzi Palazzo della Somaglia
- Renaissancepalast Farnese
- romanische Basilika San Savino mit einer Krypta mit schlanken Säulen, ornamentreichen Kapitellen und einem interessanten Mosaikboden in vielen Farben
- Renaissancekirche Madonna di Campagna, ein franziskanischer Wallfahrtsort, ausgemalt von Il Pordenone.
- Renaissancekirche San Sisto, die 1499–1511 an der Stelle der Abteikirche des Benediktinerklosters errichtet wurde. Raphael schuf für sie in den Jahren 1513/14 die Sixtinische Madonna, deren Original sich seit 1754 in Dresden befindet. Für die Interpretation des Bildes ist seine ursprüngliche Hängung in San Sisto von Bedeutung. Seit Anfang des achtzehnten Jahrhunderts hängt dort eine Kopie des Bildes.

## Wirtschaft
In Piacenza haben sich vielfältige Industriebetriebe niedergelassen, darunter der LKW-Hersteller Astra.
Bei San Damiano befindet sich ein Militärflugplatz der italienischen Luftwaffe. Von 1995 bis 2001 waren zur Unterstützung multinationaler Einsätze im ehemaligen Jugoslawien deutsche Kampfflugzeuge vom Typ Tornado in Piacenza stationiert.
Der Flugplatz dient derzeit musealen Zwecken und als vorgeschobener Stützpunkt.

## Söhne und Töchter der Stadt
- Pilger von Piacenza (spätes 6. Jahrhundert), Verfasser eines Berichts über eine Pilgerfahrt von Piacenza ins Heilige Land
- Ugo Speroni (12. Jahrhundert), Jurist, Begründer der Speronisten-Häresie
- Gregor X. (1210–1276), Papst von 1271 bis 1276
- Corrado Confalonieri († 1351), Eremit, Heiliger
- Domenico da Piacenza (um 1420–um 1475), italienischer Tänzer und Choreograph des 15. Jh., Tanzbuchautor
- Giulio Cesare Casseri (1552–1616), Anatom und Chirurg, Mitarbeiter von Girolamo Fabrizio sowie Lehrer von Adriaan van de Spiegel
- Giovanni Paolo Pannini (1691–1765), Maler und Architekt
- Casto Innocenzio Ansaldi (1710–1780), Theologe, Philosoph und Altertumsforscher
- Gaetano Besozzi (1725 oder 1727–1798), Oboist und Komponist
- Giovanni Marazzani Visconti (1755–1829), Geistlicher
- Giuseppe Nicolini (1762–1842), Opernkomponist
- Melchiorre Gioja (1767–1829), Philosoph und Nationalökonom
- Ferdinando Quaglia (1780–1853), Miniaturmaler
- August Göllerich (1819–1883), österreichischer Politiker
- Giuseppe Ricci Oddi (1868–1937), Kunstsammler
- Giovanni Nasalli Rocca di Corneliano (1872–1952), Kardinal der römisch-katholischen Kirche und Erzbischof von Bologna
- Giulio Ulisse Arata (1881–1962), Architekt
- Umberto Malchiodi (1889–1974), Erzbischof und Bischof emeritus von Piacenza
- Medardo Lamberti (1890–1986), Ruderer
- Giulio Lamberti (1895–1985), Ruderer
- Vittore Stocchi (1895–1967), Ruderer
- Benedetto Borella (1899–1975), Ruderer
- Mario Nasalli Rocca di Corneliano (1903–1988), Kurienkardinal der römisch-katholischen Kirche
- Arturo Moroni (1904–1972), Ruderer
- Angelo Polledri (1904–1997), Ruderer
- Amilcare Canevari (1905–1987), Ruderer
- Medardo Galli (1907–1985), Ruderer
- Guglielmo Carubbi (1908–1964), Ruderer
- Bruno Cassinari (1912–1992), Maler
- Luigi Poggi (1917–2010), vatikanischer Diplomat, Apostolischer Nuntius und Kurienkardinal der römisch-katholischen Kirche
- Agostino Pertusi (1918–1979), Altphilologe, Byzantinist und Hochschullehrer
- Sandro Puppo (1918–1986), Fußballspieler und -trainer
- Giorgio Armani (* 1934), Modeschöpfer
- Marco Bellocchio (* 1939), Regisseur und Drehbuchautor
- Gigi Rizzi (1944–2013), Schauspieler und Playboy
- Giuseppe Orsi (* 1945), Manager
- Giuseppina Bersani (1949–2023), Fechterin
- Gianni Montanari (1949–2020), Science-Fiction-Autor, Übersetzer und Herausgeber
- Fiordaliso (* 1956), Popsängerin
- Beppe Gabbiani (* 1957), Automobilrennfahrer
- Aldo Bertuzzi (* 1961), Autorennfahrer
- Claudio Golinelli (* 1962), Radsportler
- Franco Anelli (1963–2024), Rechtswissenschaftler, Hochschullehrer sowie Rektor der Università Cattolica del Sacro Cuore
- Filippo Inzaghi (* 1973), Fußballspieler und -trainer
- Ilaria Ramelli (* 1973), klassische Philologin, Historikerin, wissenschaftliche Autorin und Universitätsprofessorin
- Simone Inzaghi (* 1976), Fußballspieler und -trainer
- Nina Zilli (* 1980), Sängerin
- Giorgia Bronzini (* 1983), Radrennfahrerin
- Andrea Dallavalle (* 1999), Dreispringer
- Nicolò Fagioli (* 2001), Fußballspieler